# 髙市未来
髙市 未来（たかいち みく、旧姓：田代、1994年4月7日 - ）は、東京都八王子市出身の日本の柔道家。階級は女子63kg級。身長163cm。握力は右40kg、左43kg。バスト93cm。リーチ174cm。組み手は左組み。柔道参段を取得。得意技は内股、大内刈、小外刈、寝技。2019年3月現在、コマツ女子柔道部に所属。同柔道部のコーチでもあるオリンピック2連覇の谷本歩実とは同じ階級で、容姿もそっくりだと言われている。かつての登録選手名義は田代 未来（たしろ みく）だったが、2022年11月に66kg級の選手だった髙市賢悟と結婚したことにより登録選手名義も夫の姓に変更した。

## 経歴

### 小学生時代
血液型A型。八王子市立上壱分方小学校2年の時に警察官の父親と兄の影響を受けて、かつて中村美里も所属していた近所の警視庁高尾警察署で柔道に取り組むことになった。柔道以外にも父親とよくランニングをした他に、水泳を本格的に習っていた。小学校3年からは強くなりたい一心で、先輩の中村美里が当時在籍していた相模原の相武館吉田道場にも通うようになった。5歳年上の中村からはよくかわいがってもらっていたという。小学校5年の時に全国小学生学年別柔道大会40kg級で3位となり、小学校6年の時には45kg級で優勝した。

### 中学時代
中学からは中村と同じく相武館吉田道場で寮生活を始めながら、近くの相原中学に通い、朝から晩まで時には10時間も練習する、年中無休で気合の入りまくった柔道漬けの日々を送るようになった。中学1年の時には全国中学校柔道大会の57kg級で決勝まで進んで戸塚中学3年の武村綾華と対戦すると、有効を先取しながら袈裟固で逆転負けを喫して2位にとどまった。翌年の春には近代柔道杯で2位となった。
中学2年の時には全国中学校大会の個人戦で1階級上の63kg級に出場すると、決勝で芳野中学3年の佐野賀世子を判定で破って優勝した。さらに団体戦も制して2冠を達成した。また、新設された全日本選抜少年柔道大会女子団体の部でも優勝を果たした。続いて近代柔道杯でも優勝を成し遂げた。
中学3年の時には16歳以下の世界一を決める大会である世界カデに出場してオール一本勝ちで優勝した。さらに全国中学校大会の個人戦では決勝で丘中学2年の津金恵を小外掛で破って2連覇を果たした。団体戦でも1年後輩の芳田司や内尾真子などとともに活躍して優勝を成し遂げて、前年に引き続く2冠を達成した。全日本選抜少年柔道大会でも2連覇を達成して中学女子では史上初の団体3冠（近代柔道杯、全国中学校柔道大会、全日本選抜少年柔道大会）を達成した。全日本ジュニアでは中学生ながら決勝まで進出するが、その年の世界ジュニアで優勝することになる筑波大学1年の山本小百合に一本背負投で敗れて2位に終わった。

### 高校時代
淑徳高校に進学すると、1年の時には金鷲旗の決勝で3人抜きの大活躍をして淑徳の優勝に大いに貢献した。8月のインターハイ団体戦では3年の太田晴奈や同じ1年で180cm、100kgの橋本珠未などとともに優勝に貢献した。さらにユースオリンピックに出場してそこでもオール一本勝ちで優勝した。なお大陸別混合団体戦にもエッセンチームの一員で出場して、そちらでもオール一本勝ちで優勝した。9月の全日本ジュニアでは決勝で環太平洋大学1年の安松春香を判定で破って優勝を果たして、高校1年ながら世界ジュニア代表に選出された。10月の世界ジュニアでは初戦から順調に勝ち上がると、決勝ではヨーロッパ選手権で3位になるなどシニアでも一定の実績を有する19歳であるスロベニアのヴロラ・ベデティを指導2で破り、16歳にして優勝を成し遂げた。このように高校1年までは止まることを知らない快進撃を見せていた。
しかしながら、2年の時には7月の金鷲旗準決勝で敬愛高校と対戦すると、78kg超級の畑村愛恵に払巻込からの横四方固で一本負けを喫した際に、左膝前十字靭帯断裂の大ケガを負うことになった。
今まで自分が思い描いていた柔道人生とは少し別の道を歩むことになってしまったと思うほどこのケガには苦しめられたものの、長期のリハビリに取り組むことによって復帰を果たすことができた。3年の時にはインターハイ個人戦に出場するまでに回復するも、3回戦で松商学園高校2年の津金恵との対戦で、微妙な足取りにより反則負けとなった。11月の講道館杯では準決勝で三井住友海上の阿部香菜に腕挫十字固で敗れて3位だった。12月にはグランドスラム・東京に出場するが、初戦でフランスのクラリス・アグベニューと対戦しGSに入ってから掬投で敗れた。2013年2月のヨーロッパオープン・ソフィアでは決勝でスロベニアのティナ・トルステニャクを指導2で破ってシニアの国際大会初優勝を飾った。さらに3月にはパンナムオープン・モンテビデオでも優勝した。

### 社会人時代

#### 2013年
4月からはコマツの所属となった。5月の体重別では準決勝で了徳寺学園職員の田中美衣に合技で敗れて3位だった。10月の東アジア大会では決勝で北朝鮮の金秀京を横四方固で破って優勝を飾った。11月の講道館杯では準々決勝で桐蔭学園高校2年の嶺井美穂に有効で敗れて3位だった。続くグランドスラム・東京では決勝まで進むが、阿部香菜に指導3で敗れた。

#### 2014年
2014年2月のグランドスラム・パリでは準々決勝でアグベニューに技ありで敗れるが、その後の3位決定戦でトルステニャクを技ありで破って3位となった。その後現地で谷本による綿密な個人指導を1ヶ月ほど受けた。その際に、「まだ若いから、ではなく今すぐ五輪や世界選手権の金メダルを獲らないと、夢のままで終わるよ」とのアドバイスも受けた。4月の体重別では準決勝でJR東日本の大住有加に有効で敗れたものの、将来性を評価されて世界選手権代表に選ばれた。6月のグランプリ・ブダペストでは、決勝でドイツのマルティナ・トライドスを大内刈の技ありで破って、IJFワールド柔道ツアー初優勝を飾った。8月の世界選手権では3回戦でオランダのアニカ・ファンエムデンをGSに入ってから大内刈で破った以外の3試合を寝技で一本勝ちした。準決勝では前年のチャンピオンであるイスラエルのヤーデン・ジェルビと対戦して内股で技ありを先取するも、寝技の展開になった際に横返しを切り返されて上四方固で逆転負けを喫するが、3位決定戦ではイタリアのエドウィジュ・グウェンドを横四方固で破って3位になった。この際に、「自分の中の最後の夢は五輪。その中で勝てるようになりたいです」と語った。世界団体では準決勝のフランス戦でアグベニューに有効で敗れてチームも3位にとどまった。12月のグランドスラム・東京では2回戦でロシアのパリ・スラカトワに技ありで敗れた。

#### 2015年
2015年2月のグランプリ・デュッセルドルフでは準決勝でモンゴルのツェデブスレン・ムンフザヤに隅返で敗れて3位だった。4月の体重別では決勝で田中美衣を横四方固で破って初優勝を飾り、世界選手権代表に選ばれた。5月のワールドマスターズでは準決勝で昨年の世界選手権で敗れたジェルビを開始早々の内股で一蹴すると、決勝でもオーストリアのカトリン・ウンターヴルツァッハーを横四方固で破るなどオール一本勝ちして優勝を飾った。今回はあれこれ考えを巡らすまでもなく、イノシシの如く体が勝手に前に出て行く感覚になっていたという。8月の世界選手権では最初の2戦を寝技で一本勝ちするも、準々決勝でアグベニューの技ありで敗れたが、敗者復活戦を勝ち上がって前年に続いて3位になった。この際に「何度も負けている相手にまた負けて悔しいですし、技術的にアグベニューがまだ上ですね」と語った。世界団体では準決勝でモンゴルのツェデブスレンを4869、決勝ではポーランドのアナ・ボロウスカを後袈裟固で破るなど初戦から全試合を得意の寝技で一本勝ちしてチームの優勝に貢献した。10月には世界チャンピオンのトルステニャクのいるスロベニアで1週間ほど合同合宿に参加したが、想像以上に猛烈な練習に取り組んでいたことに大いなる刺激を受けたという。12月のグランドスラム・東京では準々決勝でロシアのエカテリーナ・バルコワに横分で敗れるが、その後の3位決定戦でファンエムデンを崩上四方固で破って3位となった。この際に、「負けてから良い柔道をしていても。それを最初から作らないと」と語った。

#### 2016年
2016年1月には新年最初の強化合宿において、女子代表の南條充寿監督と20分に及ぶ本格的な乱取りを繰り広げると、「練習中は『この野郎』と思いましたけど、感謝してます」と感想を述べた。また、今年のテーマは「単純に。深く考えない」ことだという。2月のグランドスラム・パリでは準決勝でトルステニャクから技ありと有効を取って快勝するも、決勝で地元のアグベニューに大内刈からの袈裟固で敗れて2位にとどまった。4月の選抜体重別では準決勝で筑波大学3年の能智亜衣美に支釣込足の技ありで敗れて3位に終わったものの、国際大会などの実績でリオデジャネイロオリンピック代表には選出された。代表決定後の会見では、「五輪では、金メダルを取ることだけを考えて頑張ります。両親、先生方、支えてくれる仲間、会社の方々、出身地の八王子で応援して下さる方に、勝って恩返しをしたいと思います」とコメントした。5月のワールドマスターズでは初戦でオーストリアのヒルデ・ドレクスラーと対戦して指導2でリードされるも、終了30秒前に横返しからの肩固で逆転勝ちすると、その後の準決勝ではファンエムデンを指導2、決勝では同じオランダのユール・フランセンを小外刈の技ありで破って、今大会2連覇を達成した。6月に母校である淑徳高校で開催された壮行会において、「田代未来の五輪を、思う存分楽しんで、戦ってきたいと思います」と語った。7月にはコマツ主催の壮行会に出席すると、「目標は金メダル。笑顔で帰って来たいです」「ロンドンオリンピック57kg級金メダリストである松本先輩も緊張するんだ、不安に思っているのはみんな同じなんだと感じて、気持ちが楽になりました」と語った。8月のリオデジャネイロオリンピックでは初戦となる2回戦でオーストラリアのカタリナ・ヘッカーから技ありと有効を取った後に小外刈で一本勝ちすると、準々決勝ではウンターブルツァッハーを小内刈の有効で破った。しかし、準決勝のアグベニュー戦では終盤になってから場外指導を与えられて敗れると、3位決定戦でもジェルビに技ありと有効を取られて、今大会の柔道日本選手団で初めてメダルを逃すことになった。日大柔道部監督の金野潤は今回の田代について、準決勝では過去の対戦に比べて健闘したとはいえもう少し強引に攻めるべきだったが、3位決定戦では接近戦の得意な相手の土俵に自ら乗っかるチグハグな攻めを見せてしまったと指摘した。後に本人も、オリンピック代表になって嬉しい気持ちよりも不安の方が大きく、自分に変なプレッシャーをかけ過ぎてしまったと述懐した。11月には今後思い切り戦えるように、古傷の左手首の手術を受けた。

#### 2017年
2017年4月の選抜体重別はケガの回復が捗っていない為に出場を見合わせることになり、世界選手権代表からは外れた。6月にはリオデジャネイロオリンピック以来10ヶ月ぶりの試合となる実業団体に出場すると、チームの優勝に貢献した。国際大会復帰戦となった7月のグランプリ・フフホトでは決勝でウンターヴルツァッハーと対戦すると、袖釣込腰を返されて技ありを取られるも大内刈で技ありを取り返した。さらに指導2を取った後に相手が足取りを仕掛けたために指導3となり反則勝ちを収めて、今大会オール一本勝ちで優勝を飾った。11月の講道館杯では準決勝で津金を内股で破るも、決勝では環太平洋大学4年の土井雅子にGSに入ってから技ありで敗れて2位にとどまった。12月のグランドスラム・東京では準決勝でトルステニャクを大内刈の技ありから横四方固で破るなどオール一本勝ちで決勝まで進むと、三井住友海上の鍋倉那美を足車の技ありで破ってグランドスラム大会初優勝を飾った。さらにワールドマスターズでは準決勝で過去6戦全敗のアグベニューに対して、GS含めて8分21秒の戦いの末に大内刈で一本勝ちした。日本の選手がアグベニューに勝つのは2011年11月の世界ジュニア準々決勝で田代の高校の2年先輩にあたる太田晴奈が合技で破って以来6年ぶりのことになった。決勝ではグランドスラム東京に続いて鍋倉と対戦すると、GSに入ってから内股で破るなどオール一本勝ちして今大会3連覇を達成した。2017年は変なプレッシャーを感じることもなく、自分の柔道を生き生きと出し切れた1年だったと振り返った。

#### 2018年
2018年2月のグランドスラム・パリでは準決勝でトルステニャクにGSに入ってから大内返で一本勝ちするが、決勝では地元のアグベニューに技ありを取られた後に大外刈で敗れて2位に終わった。4月の体重別では初戦でJR東日本の工藤千佳に内股の技ありで敗れた。この際に、「やらかした。勇気を出して攻められなかった」とコメントした。しかし、実績で世界選手権代表に選出された。6月の実業団体では三井住友海上戦で1階級上の70㎏級世界チャンピオンである新井千鶴に支釣込足で逆転負けするなど1勝1敗1分けでチームは2位にとどまった。9月の世界選手権では準々決勝までの3試合を得意の寝技で一本勝ちすると、準決勝でトルステニャクを技ありで破るが、決勝ではアグベニューにGSに入ってから払巻込で敗れて2位だった。試合後には、「ようやくスタートラインに立てた。世界の舞台に戻ってこれたことに感謝して、次こそは必ず勝ちたい」とコメントした。11月のグランドスラム・大阪では準々決勝で能智に反則負けするも、その後の3位決定戦でトルステニャクをGS含めて9分21秒もの戦いの末に技ありで破って3位になった。12月のワールドマスターズでは準決勝でアグベニューに技ありを取られた後に襟を持たない両手を組んだ絞技ペルビアン・ネクタイ・チョークで敗れる。一方で全柔連などは決まり技は片襟を持つ絞技片手絞と発表している。当大会4連覇はならなかったが、3位決定戦でトライドスを大内刈で破って3位になった。

#### 2019年
2019年2月のグランドスラム・デュッセルドルフでは決勝でロシアのダリア・ダビドワを大内刈で破って優勝した。この際に、「今回負けたら東京五輪はないと言い聞かせてやっていた」と語った。4月の体重別では決勝で鍋倉を隅落の技ありで破って、今大会4年ぶり2度目の優勝を飾り、世界選手権代表に選出された。なお、リオデジャネイロオリンピックから帰国した際に、柔道でメダルを逃した田代と梅木真美の2人だけが、柔道でメダルを獲得した12名と別行動を強いられたことが何よりも屈辱的だったという。「これが現実かと。本当に『覚えておけよ』って思ったんです。弱かったのは自分だから（そういう扱いは）自分のせい。その屈辱が今はすごく大きな力になってます」。5月のグランドスラム・バクーは決勝でトルステニャクを腕挫十字固で破るなど全て一本勝ちして優勝した。7月の世界選手権壮行会では「地元なので勝ちたい気持ちはより強い」とした上で、「カップラーメンも3分待てない」ほどせっかちなこともあって、技を掛け急ぐ傾向にあることから、じっくり攻める柔道への改善に務めているという。8月に東京で開催された世界選手権では準々決勝までの3試合を一本勝ち、準決勝ではトルステニャクが田代の肘を伸ばしながら技を仕掛けてきたのが、立ち姿勢で関節技を決めようとする危険な行為とみなされて反則勝ちを収めるも、決勝ではアグベニューと11分以上の戦いの末に払巻込の技ありで敗れて2位にとどまった。この際に次のように語った。「アグベニェヌ選手の存在が自分を大きくしてくれている。必ず越えなければいけない壁。また武道館に戻ってきて次は絶対に勝ちたい」。一方、女子代表監督の増地克之は今回の一戦について、「戦い方としてはベストの戦い。今回あそこまで追い詰めたことで、田代への恐怖心を植え付けることができたと思う」と述べた。11月のグランドスラム・大阪では準決勝で土井に巴投げの技ありで敗れるも、3位決定戦で韓国のハン・ヒジュを合技で破って3位になった。12月のワールドマスターズでは準決勝で鍋倉に内股すかしで敗れるも、3位決定戦で地元中国の唐婧を合技で破って3位になった。

#### 2020年
2020年2月のグランドスラム・デュッセルドルフでは準決勝でウンターヴルツァッハーを横四方固で破ると、決勝ではトルステニャクを合技で破って今大会2連覇した。その後に開かれた強化委員会で、強化委員全員の満場一致により、東京オリンピック代表が内定した。2番手選手とのこれまでの成績差が歴然だと強化委員の3分の2以上によって判断された場合は東京オリンピック代表が内定することになっていた。代表内定となった田代は、「やっとスタートラインに立てた。ここからが勝負だと、気持ちが引き締まる。最後は気持ちだと思う。勝ち切るんだという気持ちで挑んでいきたい。」と決意を語った。5月に全柔連は常務理事会と強化委員会を開いて、新型コロナウイルスの影響で1年延期になった東京オリンピックでは、2月に決まっていた代表内定選手の権利を維持する方針を確認した。内定選手は激越な代表選考をすでに経ているとしたうえで、国際大会の再開が今だ不透明で再選考が容易でないことを最大の理由に挙げている。一方で強化委員長の金野潤は、「現場の監督、コーチが現内定選手で闘う自信をしっかり持っていることが一番の決め手」だと説明した。その後、全柔連の全理事と監事の承認を得て、代表内定選手の維持が正式に決まった。なお、7月から柔道衣を着た稽古を行い、9月からようやく乱取りを再開したという。一方で、ヨガや英会話の勉強も始めた。

#### 2021年
1年ぶりの試合となった2021年3月のグランドスラム・タシケントでは決勝でスロベニアのアンドレヤ・レシキを小外刈で破るなどオール一本勝ちして優勝した。なお、田代は2016年のリオデジャネイロオリンピックの3位決定戦でジェルビに敗れて以来、アグベニュー以外の外国人選手には一度も負けておらず、アグベニューに1勝したのを含めて対外国選手54勝4敗となっている。しかしながら、7月に日本武道館で開催された東京オリンピックでは2回戦で伏兵であるポーランドのアガタ・オズドバと対戦すると、小内巻込で技ありを取られるもビデオ判定で一本に変更されて一本負けとなり、敗者復活戦にも出場できず2大会連続でオリンピックのメダルを逃すこととなった。左足首と左肩を負傷していたことを後に明らかにした。事前にエントリーされていた男女混合団体戦では銀メダルを獲得した。。

#### 2022年
2022年4月の体重別は左膝前十字靱帯の負傷により回避した。オリンピック以来1年3か月振りの試合となった10月の講道館杯では、決勝で警視庁の渡邉聖子を横四方固で破るなどオール一本勝ちして、今大会初優勝を飾った。11月には2014年の世界選手権66kg級で5位だった髙市賢悟と結婚した。2014年のグランプリ・ブダペストにおけるドーピング検査の際に、オリンピックチャンピオンの松本薫が髙市に田代を勧めたことがきっかけで付き合い始めることになった。12月のグランドスラム・東京では登録名を『髙市未来』と改めて出場、準決勝で鍋倉を技ありで破ると、決勝では渡邉に反則勝ちして優勝した。続くワールドマスターズでは決勝でコソボのラウラ・ファズリウに一本勝ちして優勝した。その直後の強化委員会で2023年の世界選手権代表に決まった。

#### 2023年
2023年5月の世界選手権では3回戦でオランダのジョアンネ・ファンリースハウトに技ありで敗れた。6月の実業団体では3位だった。8月のワールドマスターズでは準決勝で宿敵のアグベニューを横四方固で破ったものの、決勝ではファズリウに技ありを取られた後に浮落で一本負けし、準優勝にとどまった。9月のアジア大会では準決勝で韓国のキム・ジジョンに合技で逆転勝ちすると、決勝では地元中国の唐婧に反則勝ちして優勝を飾った。12月のグランドスラム・東京では準々決勝でオリンピック代表争いをしている堀川との直接対決になり、この試合で反則勝ちを収めた。その後の準決勝ではポルトガルのバルバラ・ティモを足三角で破ると、決勝でも国士舘大学4年の山口葵良梨を同じく足三角で破って今大会2連覇を果たした。これにより、自身3大会目のオリンピックとなるパリオリンピック代表に内定した。

#### 2024年
2024年3月のグランドスラム・アンタルヤでは準決勝で金知秀に背負投で敗れて3位だった。
7月に迎えたパリオリンピックでは、2回戦でクロアチアのカタリナ・クリストに背負投の技ありで敗れた。パリオリンピック混合団体 では初戦のスペイン戦の代表戦を勝利し初戦敗退の危機を救いチームに大きく貢献した。決勝のフランス戦でアグベニューに技ありで敗れると、チームも敗れて2位だった。10月には現役引退を表明した。今後はコマツで指導することになった。
- 世界ランキングの年度別変遷

|      | 2013年 | 2014年 | 2015年 | 2016年 | 2017年 | 2018年 | 2019年 | 2020年 | 2021年 | 2022年 | 2023年 | 2024年 |
| ---- | ------ | ------ | ------ | ------ | ------ | ------ | ------ | ------ | ------ | ------ | ------ | ------ |
| 順位 | 23     | 10     | 6      | 4      | 3      | 5      | 3      | 3      | 15     | 9      | 5      | 21     |

sankei
（出典、JudoInside.com）

## 柔道スタイル
田代は立ち技、寝技ともに得意としていて、立ち技では左組みからの内股、大内刈、小外刈で一本勝ちやポイントを取るケースが多い。担ぎ技はあまり使わない。寝技では横返しや足三角などからの抑込技に加えて、絞め技や腕挫十字固、腕挫手固といった関節技も駆使するなど比較的バラエティに富んでいる。外国選手には世界チャンピオンのトルステニャクを始めほとんどの選手に勝ち越している一方で、力が強くて不十分な組み手からでも巻き込み技などを仕掛けてくるアグベニューを苦手にしている。その対策として、パワーを養うために73kg級の男子中学生や高校生と稽古を積んでいるが、男子の方は相手が女性と言うこともあって躊躇しがちになるので、そんな時は「関係ねえから、向かってこいや！」と威勢良く言い放つという。なお、過去の対戦経験からアグベニューには力で対抗せずに先手先手に攻めること、特に寝技が狙い目だとの結論に達している。加えて、オリンピックで最も印象に残った試合だと語る北京オリンピックの63kg級決勝で所属先コーチの谷本歩実がやはり苦手にしていたフランスのリュシ・ドコスにちょっとしたスキをものにして内股で一本勝ちした試合も、アグベニュー対策の参考になると語った。ただし、イメージトレーニングではいつも良いイメージが浮かばないという。それに対して、田代の所属先の監督である1984年ロサンゼルスオリンピック65kg級金メダリストの松岡義之に心理戦で相手を撹乱するために自分の組み手になるまでいつもと違ったパターンをいくつか用意しておくようにとのアドバイスを受けた。
一方で、以前は指導者の言うことにただ従うのみだったが、世界で勝つためにはそれでは限界があると悟り、異議のある時はきちんと自己主張をするようになった。2014年の世界選手権でジェルビに横返しを切り返されて負けた時、松岡から横返しはリスクが伴うのでやらない方がよいとアドバイスされたがそれには従わず、逆に切り返された時の対処法を身に付けて使い続けることになった。

## 戦績
| 年月       | 大会                             | 成績                     |
| ---------- | -------------------------------- | ------------------------ |
| 2005年8月  | 全国小学生学年別柔道大会         | 40kg級 3位               |
| 2006年8月  | 全国小学生学年別柔道大会         | 45kg級 優勝              |
| 2007年8月  | 全国中学校柔道大会               | 57kg級 2位               |
| 2008年3月  | 近代柔道杯                       | 優勝                     |
| 2008年8月  | 全国中学校柔道大会               | 個人戦 優勝、団体戦 優勝 |
| 2008年9月  | 全日本選抜少年柔道大会           | 優勝                     |
| 2009年3月  | テューリンゲンジュニア国際       | 優勝                     |
| 2009年3月  | 近代柔道杯                       | 優勝                     |
| 2009年8月  | 世界カデ                         | 優勝                     |
| 2009年8月  | 全国中学校柔道大会               | 個人戦 優勝、団体戦 優勝 |
| 2009年9月  | 全日本選抜少年柔道大会           | 優勝                     |
| 2010年1月  | ベルギージュニア国際             | 優勝                     |
| 2010年5月  | ロシアジュニア国際               | 5位                      |
| 2010年6月  | 韓国ジュニア国際                 | 2位                      |
| 2010年7月  | 金鷲旗                           | 優勝                     |
| 2010年8月  | インターハイ                     | 団体戦 優勝              |
| 2010年8月  | ユースオリンピック               | 個人戦 優勝、団体戦 優勝 |
| 2010年9月  | 全日本ジュニア                   | 優勝                     |
| 2010年10月 | 世界ジュニア                     | 優勝                     |
| 2010年11月 | 講道館杯                         | 5位                      |
| 2010年12月 | ワールドカップ・スウォン         | 3位                      |
| 2011年6月  | 韓国ジュニア国際                 | 3位                      |
| 2011年7月  | 金鷲旗                           | 3位                      |
| 2012年11月 | 講道館杯                         | 3位                      |
| 2013年2月  | ヨーロッパオープン・ソフィア     | 優勝                     |
| 2013年3月  | パンナムオープン・モンテビデオ   | 優勝                     |
| 2013年5月  | 体重別                           | 3位                      |
| 2013年9月  | 東アジア大会                     | 優勝                     |
| 2013年11月 | 講道館杯                         | 3位                      |
| 2013年11月 | グランドスラム・東京             | 2位                      |
| 2014年2月  | グランドスラム・パリ             | 3位                      |
| 2014年4月  | 体重別                           | 3位                      |
| 2014年6月  | グランプリ・ブダペスト           | 優勝                     |
| 2014年8月  | 世界選手権                       | 3位                      |
| 2014年8月  | 世界団体                         | 3位                      |
| 2015年2月  | グランプリ・デュッセルドルフ     | 3位                      |
| 2015年4月  | 選抜体重別                       | 優勝                     |
| 2015年5月  | ワールドマスターズ               | 優勝                     |
| 2015年8月  | 世界選手権                       | 2位                      |
| 2015年8月  | 世界団体                         | 優勝                     |
| 2015年12月 | グランドスラム・東京             | 3位                      |
| 2016年2月  | グランドスラム・パリ             | 2位                      |
| 2016年4月  | 体重別                           | 3位                      |
| 2016年5月  | ワールドマスターズ               | 優勝                     |
| 2016年8月  | リオデジャネイロオリンピック     | 5位                      |
| 2017年6月  | 実業団体                         | 優勝                     |
| 2017年7月  | グランプリ・フフホト             | 優勝                     |
| 2017年11月 | 講道館杯                         | 2位                      |
| 2017年12月 | グランドスラム・東京             | 優勝                     |
| 2017年12月 | ワールドマスターズ               | 優勝                     |
| 2018年2月  | グランドスラム・パリ             | 2位                      |
| 2018年6月  | 実業団体                         | 2位                      |
| 2018年9月  | 世界選手権                       | 2位                      |
| 2018年11月 | グランドスラム・大阪             | 3位                      |
| 2018年12月 | ワールドマスターズ               | 3位                      |
| 2019年2月  | グランドスラム・デュッセルドルフ | 優勝                     |
| 2019年4月  | 選抜体重別                       | 優勝                     |
| 2019年5月  | グランドスラム・バクー           | 優勝                     |
| 2019年8月  | 世界選手権                       | 2位                      |
| 2019年11月 | グランドスラム・大阪             | 3位                      |
| 2019年12月 | ワールドマスターズ               | 3位                      |
| 2020年2月  | グランドスラム・デュッセルドルフ | 優勝                     |
| 2021年3月  | グランドスラム・タシケント       | 優勝                     |
| 2021年7月  | 東京オリンピック混合団体         | 2位                      |
| 2022年10月 | 講道館杯                         | 優勝                     |
| 2022年12月 | グランドスラム・東京             | 優勝                     |
| 2022年12月 | ワールドマスターズ               | 優勝                     |
| 2023年6月  | 実業団体                         | 3位                      |
| 2023年8月  | ワールドマスターズ               | 2位                      |
| 2023年9月  | アジア大会                       | 優勝                     |
| 2023年12月 | グランドスラム・東京             | 優勝                     |
| 2024年3月  | グランドスラム・アンタルヤ       | 3位                      |
| 2024年8月  | パリオリンピック混合団体         | 2位                      |

（出典、JudoInside.com）

## 有力選手との対戦成績
| 国籍           | 選手名                 | 内容                        |
| -------------- | ---------------------- | --------------------------- |
| 日本の旗       | 鍋倉那美               | 4勝1敗1分（うち1戦1本勝ち） |
| スロベニアの旗 | ティナ・トルステニャク | 10勝（うち5戦1本勝ち）      |
| フランスの旗   | クラリス・アグベニュー | 1勝10敗（うち1戦1本勝ち）   |
| イスラエルの旗 | ヤーデン・ジェルビ     | 1勝2敗（うち1戦1本勝ち）    |
| ドイツの旗     | マルティナ・トライドス | 4勝（うち3戦1本勝ち）       |
| コソボの旗     | ラウラ・ファズリウ     | 1勝1敗（うち1戦1本勝ち）    |
| オランダの旗   | アニカ・ファンエムデン | 6勝（うち2戦1本勝ち）       |

（参考資料：ベースボールマガジン社発行の近代柔道バックナンバー、JudoInside.com等）

## IJFワールド柔道ツアーにおける獲得賞金一覧
| 大会                                 | 開催日         | 順位 | 獲得賞金     |
| ------------------------------------ | -------------- | ---- | ------------ |
| グランドスラム・東京2013             | 2013年11月30日 | 2位  | 3,000ドル    |
| グランドスラム・パリ2014             | 2014年2月8日   | 3位  | 1,500ドル    |
| グランプリ・ブダペスト               | 2014年6月21日  | 優勝 | 3,000ドル    |
| 2014年世界柔道選手権大会             | 2014年8月28日  | 3位  | 1,600ドル    |
| グランプリ・デュッセルドルフ         | 2015年2月21日  | 3位  | 800ドル      |
| ワールドマスターズ2015               | 2015年5月23日  | 優勝 | 4,800ドル    |
| 2015年世界柔道選手権大会             | 2015年8月27日  | 3位  | 2,400ドル    |
| グランドスラム・東京2015             | 2015年12月5日  | 3位  | 1,200ドル    |
| グランドスラム・パリ2016             | 2016年2月6日   | 2位  | 2,400ドル    |
| ワールドマスターズ2016               | 2016年5月28日  | 優勝 | 4,800ドル    |
| グランプリ・フフホト                 | 2017年7月1日   | 優勝 | 2,400ドル    |
| グランドスラム・東京2017             | 2017年12月2日  | 優勝 | 4,000ドル    |
| ワールドマスターズ2017               | 2017年12月16日 | 優勝 | 4,800ドル    |
| グランドスラム・パリ2018             | 2018年2月10日  | 2位  | 2,400ドル    |
| 世界選手権                           | 2018年9月23日  | 2位  | 約11,300ドル |
| グランドスラム・大阪                 | 2018年11月24日 | 3位  | 1,200ドル    |
| ワールドマスターズ2018               | 2018年12月15日 | 3位  | 2,400ドル    |
| グランドスラム・デュッセルドルフ2019 | 2019年2月23日  | 優勝 | 4,000ドル    |
| グランドスラム・バクー               | 2019年5月11日  | 優勝 | 4,000ドル    |
| 世界選手権                           | 2019年8月28日  | 2位  | 12,000ドル   |
| グランドスラム・大阪                 | 2019年11月23日 | 3位  | 1,200ドル    |
| ワールドマスターズ2019               | 2019年12月13日 | 3位  | 2,400ドル    |
| グランドスラム・デュッセルドルフ2020 | 2020年2月22日  | 優勝 | 4,000ドル    |
| グランドスラム・タシケント2021       | 2021年3月6日   | 優勝 | 4,000ドル    |
| グランドスラム・東京2022             | 2022年12月3日  | 優勝 | 4,000ドル    |
| ワールドマスターズ2022               | 2022年12月21日 | 優勝 | 4,800ドル    |
| ワールドマスターズ2023               | 2023年8月5日   | 2位  | 3,200ドル    |
| 27大会                               | ー             | ー   | 98,600ドル   |

- 日本選手の場合は、獲得賞金の半分は全柔連の取り分となっていたが、2013年3月からは競技者規定が改訂されて、賞金は全額選手が受け取れることになった[128]。なお、2014年7月からはIJF主催の各大会でコーチにも賞金が支給されるようになったために、選手の賞金が従来の2割減となった[129]。

## 受賞
- 2010年テレビ朝日ビッグスポーツ賞 新人賞[130]。